# NGC 4593
NGC 4593 ist eine Balken-Spiralgalaxie mit aktivem Galaxienkern vom Hubble-Typ SBb im Sternbild Jungfrau auf der Ekliptik. Sie ist schätzungsweise 107 Millionen Lichtjahre von der Milchstraße entfernt und hat einen Durchmesser von etwa 30.000 Lichtjahren.

Im selben Himmelsareal befinden sich u. a. die Galaxien NGC 4597, NGC 4602, NGC 4604, IC 804.
Das Objekt wurde am 17. April 1784 vom deutsch-britischen Astronomen William Herschel mit seinem 18,7-Zoll-Spiegelteleskop entdeckt wurde.

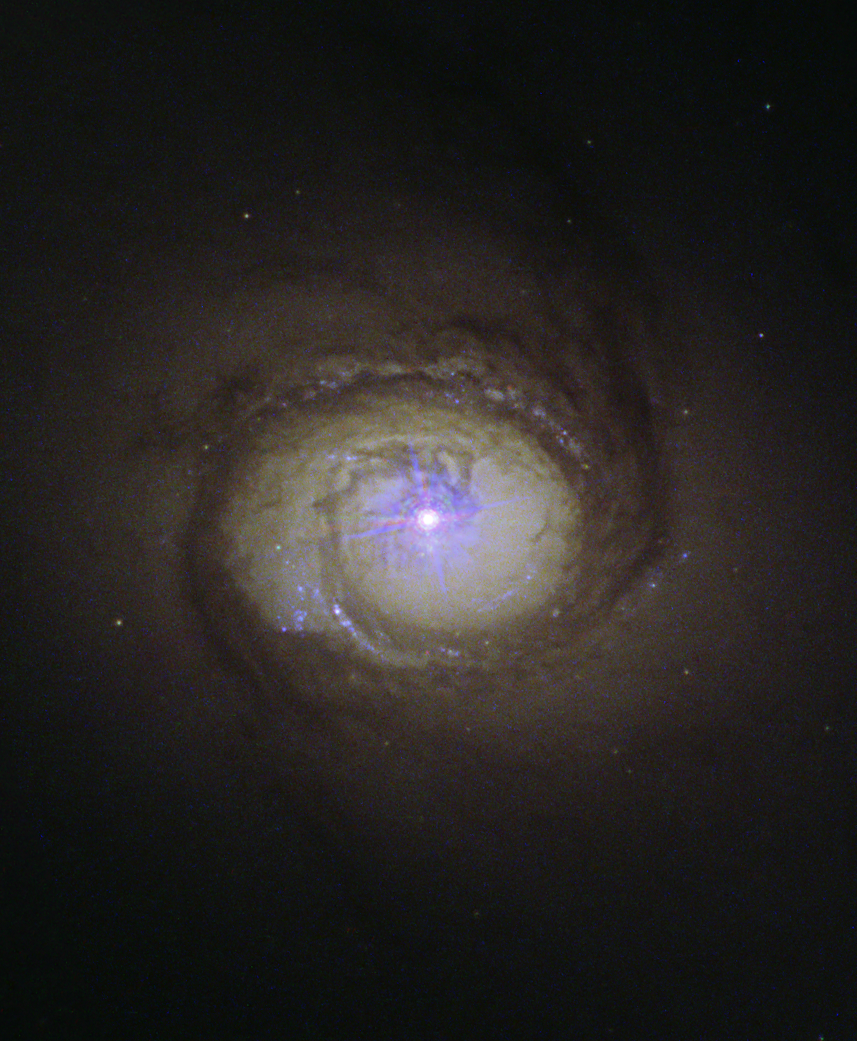
Aufnahme des Hubble-Weltraumteleskops